# Loi Leng
Loi Leng é uma montanha na região de estado Shan, Mianmar (Birmânia), a mais alta dos Montes Shan.
Com altitude de 2673 m e proeminência de 1823 m, Saramati é uma das montanhas ultraproeminentes do Sudeste Asiático.